# Gastón Ramírez
Gastón Exequiel Ramírez Pereyra (Fray Bentos, Uruguay, 2 de diciembre de 1990) es un futbolista Uruguayo que juega de centrocampista en  Miramar Misiones de la Primera División de Uruguay.

## Trayectoria
Antes del Club Atlético Peñarol, jugó en un equipo de Fray Bentos, capital de Río Negro, donde luego llegaría a Peñarol con 15 años para jugar en la quinta división. Debido a sus actuaciones a nivel de juveniles logró el ascenso a la Primera División con Peñarol.
El 21 de marzo de 2009 debutó oficialmente con el primer equipo, reemplazando a Braian Rodríguez ante Defensor Sporting bajo la conducción del entrenador Julio Ribas.
En el año 2010 fue dirigido por Diego Aguirre, en Peñarol, coronándose campeón del Campeonato Uruguayo 2009-10, jugando como titular en todos los partidos, en la posición de volante ofensivo y por las bandas, junto con Jonathan Urretaviscaya.

### Bologna Football Club 1909
En el verano europeo de 2010 fue traspasado al Bologna de Italia, equipo con el que debutó en septiembre de dicho año. Luego de dos temporadas en el equipo italiano en las que logró jugar varios partidos siendo figura del equipo y convertir 12 goles.

### Southampton Football Club
Debido a sus actuaciones en Bolonia fue transferido al Southampton de Inglaterra. donde convirtió su primer gol en la sexta fecha, frente al Everton.

### Middlesbrough Football Club
En su paso por el club Middlesbrough Football Club, por sus grandes actuaciones fue elegido como el jugador que convirtió el mejor gol en Inglaterra en el mes de octubre de 2016 tras anotar contra Bournemouth, según una encuesta realizada.
Además sus hinchas le dedicaron una canción.

### San Lorenzo de Almagro
El 4 de agosto de 2023 se convirtió en nuevo jugador de San Lorenzo de Almagro luego de su paso por el Virtus Entella.

## Selección nacional

### Participaciones en Juegos Olímpicos
| Copa                             | Sede        | Resultado    | Partidos | Goles |
| -------------------------------- | ----------- | ------------ | -------- | ----- |
| Juegos Olímpicos de Londres 2012 | Reino Unido | Primera fase | 3        | 1     |

### Participaciones en Copas del Mundo
| Mundial                     | Sede   | Resultado        | Partidos | Goles |
| --------------------------- | ------ | ---------------- | -------- | ----- |
| Copa Mundial Sub-20 de 2009 | Egipto | Octavos de final | 3        | 0     |
| Copa Mundial de 2014        | Brasil | Octavos de final | 2        | 0     |

### Participaciones en Copas Confederaciones
| Copa                      | Sede   | Resultado    | Partidos | Goles |
| ------------------------- | ------ | ------------ | -------- | ----- |
| Copa Confederaciones 2013 | Brasil | Cuarto lugar | 2        | 0     |

### Participaciones en clasificación para el Mundial
| Mundial                            | Posición    | Partidos | Goles |
| ---------------------------------- | ----------- | -------- | ----- |
| Clasificación para el Mundial 2014 | Clasificado | 7        | 0     |
| Clasificación para el Mundial 2018 | Clasificado | 2        | 0     |

En el año 2009, bajo la conducción del entrenador Diego Aguirre, participó en el Mundial sub-20 de 2009 donde llegó a cuartos de final, perdiendo frente a Brasil.
El 8 de octubre de 2010 debutó con la selección uruguaya en un amistoso frente a Indonesia, jugando el segundo tiempo del partido luego de ingresar por Jorge Fucile. Dicho partido finalizó con victoria uruguaya por 7-1, con dos asistencias de Ramírez.
Fue parte del plantel que disputó los Juegos Olímpicos de Londres 2012, en el que jugó los tres partidos del equipo, anotando un gol de tiro libre frente Emiratos Árabes Unidos, en la victoria 2-1 de Uruguay.
El 12 de mayo de 2014 el entrenador de la selección uruguaya, Óscar Washington Tabárez, incluyó a Ramírez en la lista provisional de 28 jugadores con los que inició la preparación para el Copa Mundial de Fútbol de 2014. Finalmente fue confirmado en la lista definitiva de 23 jugadores el 31 de mayo.

### Participaciones con la selección nacional
| Partidos | Partidos     | Partidos  | Partidos                 | Partidos                 | Partidos                                     | Partidos | Partidos                    | Partidos                 | Partidos                                                    |
| N°       | Rival        | Resultado | Fecha                    | Lugar                    | Competencia                                  | Goles    | Cambio                      | DT                       | Ref.                                                        |
| -------- | ------------ | --------- | ------------------------ | ------------------------ | -------------------------------------------- | -------- | --------------------------- | ------------------------ | ----------------------------------------------------------- |
| 1        | Indonesia    | 7:1 (2:1) | 8 de octubre de 2010     | Yakarta Indonesia        | Amistoso                                     | –        | 46' por Jorge Fucile        | Óscar Washington Tabárez | 1                                                           |
| 2        | China        | 4:0 (0:0) | 12 de octubre de 2010    | Wuhan China              | Amistoso                                     | –        | 90' por Luis Suárez         | Óscar Washington Tabárez | 2                                                           |
| 3        | Chile        | 0:2 (0:1) | 17 de noviembre de 2010  | Santiago · Chile         | Amistoso                                     | –        | 63' por Egidio Arévalo Ríos | Óscar Washington Tabárez | 3                                                           |
| 4        | Estonia      | 0:2 (0:0) | 25 de marzo de 2011      | Tallin Estonia           | Amistoso                                     | –        | 55' por Álvaro Pereira      | Óscar Washington Tabárez | 4                                                           |
| 5        | Alemania     | 1:2 (0:2) | 29 de mayo de 2011       | Sinsheim · Alemania      | Amistoso                                     | –        | 56' por Álvaro Pereira      | Óscar Washington Tabárez | 5                                                           |
| 6        | Países Bajos | 1:1 (0:0) | 8 de junio de 2011       | Montevideo · Uruguay     | Amistoso                                     | –        | 45' por Nicolás Lodeiro     | Óscar Washington Tabárez | 6                                                           |
| 7        | Ucrania      | 3:2 (1:2) | 2 de septiembre de 2011  | Járkov · Ucrania         | Amistoso                                     | –        | 63' por Cristian Rodríguez  | Óscar Washington Tabárez | 7                                                           |
| 8        | Chile        | 4:0 (2:0) | 11 de noviembre de 2011  | Montevideo · Uruguay     | Eliminatorias Copa Mundial de Fútbol de 2014 | –        | 58' por Sebastián Abreu     | Óscar Washington Tabárez | 8 Archivado el 13 de noviembre de 2011 en Wayback Machine.  |
| 9        | Rumania      | 1:1 (1:0) | 29 de febrero de 2012    | Bucarest · Rumania       | Amistoso                                     | –        | –                           | Óscar Washington Tabárez | 9                                                           |
| 10       | Rusia        | 1:1 (0:0) | 25 de mayo de 2012       | Moscú · Rusia            | Amistoso                                     | –        | 78' por Álvaro Pereira      | Óscar Washington Tabárez | 10                                                          |
| 11       | Perú         | 4:2 (2:1) | 10 de junio de 2012      | Montevideo · Uruguay     | Eliminatorias Copa Mundial de Fútbol de 2014 | –        | 60' por Diego Forlán        | Óscar Washington Tabárez | 11 Archivado el 28 de abril de 2014 en Wayback Machine.     |
| 12       | Colombia     | 0:4 (0:1) | 7 de septiembre de 2012  | Barranquilla · Colombia  | Eliminatorias Copa Mundial de Fútbol de 2014 | –        | 56' por Maximiliano Pereira | Óscar Washington Tabárez | 12 Archivado el 28 de abril de 2014 en Wayback Machine.     |
| 13       | Ecuador      | 1:1 (0:1) | 11 de septiembre de 2012 | Montevideo · Uruguay     | Eliminatorias Copa Mundial de Fútbol de 2014 | –        | –                           | Óscar Washington Tabárez | 13 Archivado el 19 de junio de 2014 en Wayback Machine.     |
| 14       | Polonia      | 3:1 (2:0) | 14 de noviembre de 2012  | Gdansk · Polonia         | Amistoso                                     | –        | 46' por Edinson Cavani      | Óscar Washington Tabárez | 14                                                          |
| 15       | Paraguay     | 1:1 (0:0) | 22 de marzo de 2013      | Montevideo · Uruguay     | Eliminatorias Copa Mundial de Fútbol de 2014 | –        | 68' por Maximiliano Pereira | Óscar Washington Tabárez | 15 Archivado el 23 de marzo de 2013 en Wayback Machine.     |
| 16       | Chile        | 0:2 (0:1) | 26 de marzo de 2013      | Santiago · Chile         | Eliminatorias Copa Mundial de Fútbol de 2014 | –        | 70' por Diego Forlán        | Óscar Washington Tabárez | 16 Archivado el 28 de abril de 2014 en Wayback Machine.     |
| 17       | Francia      | 1:0 (0:0) | 5 de junio de 2013       | Montevideo · Uruguay     | Amistoso                                     | –        | 46' por Nicolás Lodeiro     | Óscar Washington Tabárez | 17                                                          |
| 18       | Venezuela    | 1:0 (1:0) | 11 de junio de 2013      | Puerto Ordaz · Venezuela | Eliminatorias Copa Mundial de Fútbol de 2014 | –        | 59' por Álvaro González     | Óscar Washington Tabárez | 18 Archivado el 28 de abril de 2014 en Wayback Machine.     |
| 19       | España       | 1:2 (0:2) | 16 de junio de 2013      | Recife · Brasil          | Grupo B Copa Confederaciones 2013            | –        | 46' por Álvaro González     | Óscar Washington Tabárez | 19 Archivado el 21 de febrero de 2018 en Wayback Machine.   |
| 20       | Tahití       | 8:0 (4:0) | 23 de junio de 2013      | Recife · Brasil          | Grupo B Copa Confederaciones 2013            | –        | 69' por Luis Suárez         | Óscar Washington Tabárez | 20 Archivado el 26 de junio de 2013 en Wayback Machine.     |
| 21       | Japón        | 4:2 (2:0) | 14 de agosto de 2013     | Sendai Japón             | Amistoso                                     | –        | 61' por Nicolás Lodeiro     | Óscar Washington Tabárez | 21                                                          |
| 22       | Colombia     | 2:0 (0:0) | 10 de septiembre de 2013 | Montevideo · Uruguay     | Eliminatorias Copa Mundial de Fútbol de 2014 | –        | 71' por Cristian Rodríguez  | Óscar Washington Tabárez | 22 Archivado el 2 de septiembre de 2013 en Wayback Machine. |
| 23       | Ecuador      | 0:1 (0:1) | 11 de octubre de 2013    | Quito · Ecuador          | Eliminatorias Copa Mundial de Fútbol de 2014 | –        | 78' por Cristian Rodríguez  | Óscar Washington Tabárez | 23 Archivado el 1 de septiembre de 2014 en Wayback Machine. |
| 24       | Argentina    | 3:2 (2:2) | 15 de octubre de 2013    | Montevideo · Uruguay     | Eliminatorias Copa Mundial de Fútbol de 2014 | –        | 46' por Diego Pérez         | Óscar Washington Tabárez | 24 Archivado el 19 de octubre de 2013 en Wayback Machine.   |
| 25       | Jordania     | 5:0 (2:0) | 13 de noviembre de 2013  | Amán Jordania            | Repechaje Copa Mundial de Fútbol de 2014     | –        | 70' por Christian Stuani    | Óscar Washington Tabárez | 25 Archivado el 13 de noviembre de 2013 en Wayback Machine. |
| 26       | Jordania     | 0:0       | 20 de noviembre de 2013  | Montevideo · Uruguay     | Repechaje Copa Mundial de Fútbol de 2014     | –        | 61' por Nicolás Lodeiro     | Óscar Washington Tabárez | 26 Archivado el 22 de noviembre de 2013 en Wayback Machine. |

## Estadísticas

### Clubes

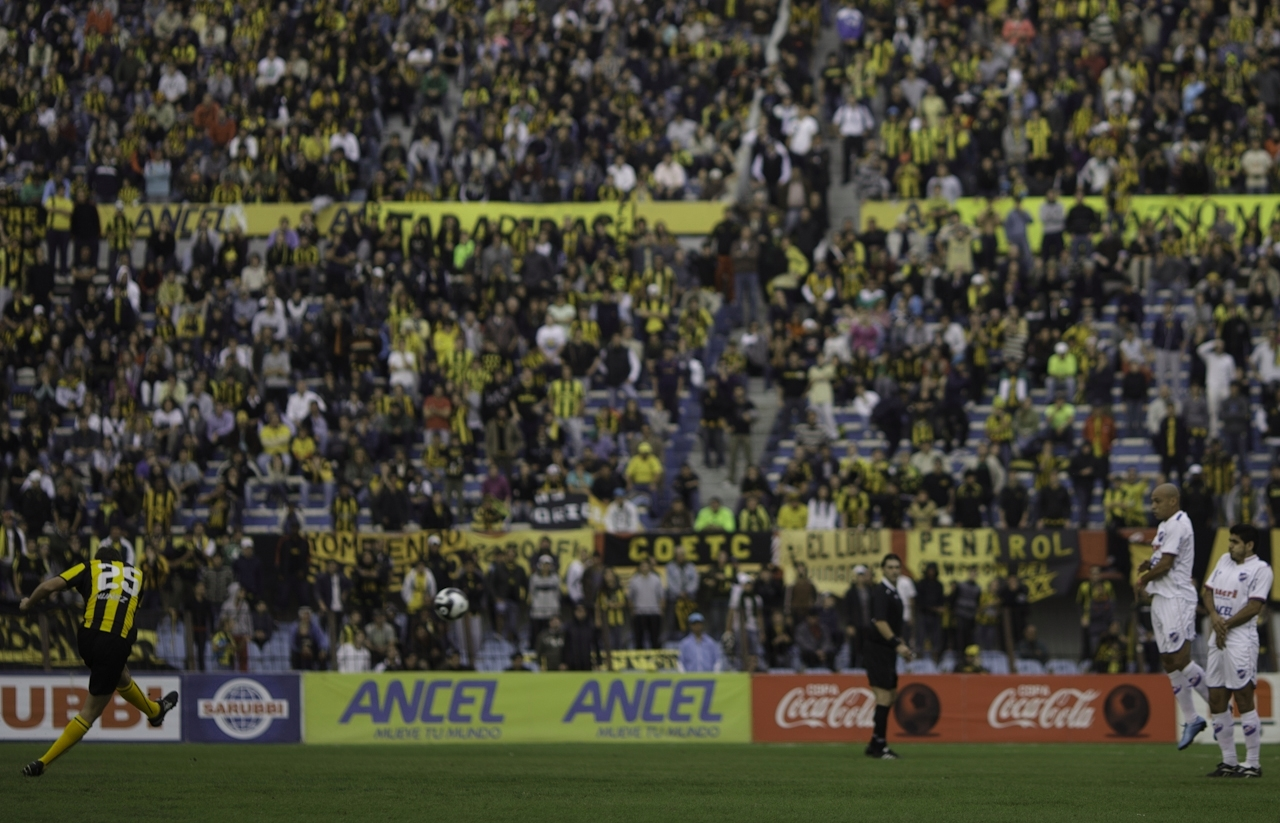
Gastón pateando un tiro libre en la segunda final del Campeonato Uruguayo 2009-10 frente al tradicional rival Nacional.

| Club                             | Div.          | Temporada     | Liga  | Liga  | Copas nacionales | Copas nacionales | Copas internacionales | Copas internacionales | Total | Total |
| Club                             | Div.          | Temporada     | Part. | Goles | Part.            | Goles            | Part.                 | Goles                 | Part. | Goles |
| -------------------------------- | ------------- | ------------- | ----- | ----- | ---------------- | ---------------- | --------------------- | --------------------- | ----- | ----- |
| C. A. Peñarol · Uruguay          | 1.ª           | 2008-09       | 10    | 0     | –                | –                | –                     | –                     | 10    | 0     |
| C. A. Peñarol · Uruguay          | 1.ª           | 2009-10       | 23    | 6     | –                | –                | –                     | –                     | 23    | 6     |
| Bologna F. C. 1909 · Italia      | 1.ª           | 2010-11       | 25    | 4     | 2                | 3                | –                     | –                     | 27    | 7     |
| Bologna F. C. 1909 · Italia      | 1.ª           | 2011-12       | 33    | 8     | 0                | 0                | –                     | –                     | 33    | 8     |
| Bologna F. C. 1909 · Italia      | Total club    | Total club    | 58    | 12    | 2                | 3                | –                     | –                     | 60    | 15    |
| Southampton F. C. Inglaterra     | 1.ª           | 2012-13       | 26    | 5     | 0                | 0                | –                     | –                     | 26    | 5     |
| Southampton F. C. Inglaterra     | 1.ª           | 2013-14       | 18    | 1     | 4                | 2                | –                     | –                     | 22    | 3     |
| Southampton F. C. Inglaterra     | 1.ª           | 2014-15       | 1     | 0     | 1                | 0                | –                     | –                     | 2     | 0     |
| Hull City A. F. C. Inglaterra    | 1.ª           | 2014-15       | 22    | 1     | 0                | 0                | –                     | –                     | 22    | 1     |
| Hull City A. F. C. Inglaterra    | Total club    | Total club    | 22    | 1     | 0                | 0                | –                     | –                     | 22    | 1     |
| Southampton F. C. Inglaterra     | 1.ª           | 2015-16       | 3     | 0     | 2                | 0                | –                     | –                     | 5     | 0     |
| Southampton F. C. Inglaterra     | Total club    | Total club    | 48    | 6     | 7                | 2                | –                     | –                     | 55    | 8     |
| Middlesbrough F. C. Inglaterra   | 2.ª           | 2015-16       | 18    | 7     | 0                | 0                | –                     | –                     | 18    | 7     |
| Middlesbrough F. C. Inglaterra   | 1.ª           | 2016-17       | 24    | 2     | 2                | 0                | –                     | –                     | 26    | 2     |
| Middlesbrough F. C. Inglaterra   | Total club    | Total club    | 42    | 9     | 2                | 0                | –                     | –                     | 44    | 9     |
| U. C. Sampdoria · Italia         | 1.ª           | 2017-18       | 37    | 3     | 3                | 2                | –                     | –                     | 40    | 5     |
| U. C. Sampdoria · Italia         | 1.ª           | 2018-19       | 27    | 4     | 2                | 0                | –                     | –                     | 29    | 4     |
| U. C. Sampdoria · Italia         | 1.ª           | 2019-20       | 26    | 7     | 1                | 0                | –                     | –                     | 27    | 7     |
| U. C. Sampdoria · Italia         | 1.ª           | 2020-21       | 25    | 0     | 0                | 0                | –                     | –                     | 25    | 0     |
| U. C. Sampdoria · Italia         | Total club    | Total club    | 115   | 14    | 6                | 2                | –                     | –                     | 121   | 16    |
| A. C. Monza · Italia             | 2.ª           | 2021-22       | 6     | 1     | –                | –                | –                     | –                     | 6     | 1     |
| A. C. Monza · Italia             | Total club    | Total club    | 6     | 1     | –                | –                | –                     | –                     | 6     | 1     |
| Virtus Entella · Italia          | 3.ª           | 2022-23       | 25    | 2     | –                | –                | –                     | –                     | 25    | 2     |
| Virtus Entella · Italia          | Total club    | Total club    | 25    | 2     | –                | –                | –                     | –                     | 25    | 2     |
| San Lorenzo de Almagro Argentina | 1.ª           | 2023          | 8     | 0     | 2                | 0                | –                     | –                     | 10    | 0     |
| San Lorenzo de Almagro Argentina | Total club    | Total club    | 8     | 0     | 2                | 0                | –                     | –                     | 10    | 0     |
| C. A. Peñarol · Uruguay          | 1.ª           | 2024          | 27    | 4     | –                | –                | 10                    | 0                     | 37    | 4     |
| C. A. Peñarol · Uruguay          | Total club    | Total club    | 60    | 10    | –                | –                | 10                    | 0                     | 70    | 10    |
| Total carrera                    | Total carrera | Total carrera | 384   | 55    | 19               | 7                | 10                    | 0                     | 413   | 62    |

### Selección nacional
| Selección                                   | Temporada     | Amistosos | Amistosos | Eliminatorias(1) | Eliminatorias(1) | Mundial(2) | Mundial(2) | Total | Total | Media goleadora |
| Selección                                   | Temporada     | Part.     | Goles     | Part.            | Goles            | Part.      | Goles      | Part. | Goles | Media goleadora |
| ------------------------------------------- | ------------- | --------- | --------- | ---------------- | ---------------- | ---------- | ---------- | ----- | ----- | --------------- |
| Uruguay · Uruguay                           | 2010-18       | 36        | 0         | 5                | 0                | 2          | 0          | 43    | 0     | 0               |
| Uruguay · Uruguay                           | Total sel.    | 36        | 0         | 5                | 0                | 2          | 0          | 43    | 0     | 0               |
| Total carrera                               | Total carrera | 36        | 0         | 5                | 0                | 2          | 0          | 43    | 0     | 0               |
| Última actualización: 8 de mayo de 2021 ref |               |           |           |                  |                  |            |            |       |       |                 |

### Resumen estadístico
| Competición           | Partidos | Goles |
| --------------------- | -------- | ----- |
| Liga                  | 318      | 48    |
| Copas nacionales      | 17       | 7     |
| Copas internacionales | 0        | 0     |
| Selección de Uruguay  | 43       | 0     |
| Selección sub-23      | 5        | 2     |
| Selección sub-20      | 13       | 3     |
| Total                 | 396      | 60    |

## Palmarés

### Títulos nacionales
| Título              | Club          | País    | Año     |
| ------------------- | ------------- | ------- | ------- |
| Torneo Clausura     | C. A. Peñarol | Uruguay | 2010    |
| Campeonato Uruguayo | C. A. Peñarol | Uruguay | 2009-10 |
| Torneo Apertura     | C. A. Peñarol | Uruguay | 2024    |
| Torneo Clausura     | C. A. Peñarol | Uruguay | 2024    |
| Campeonato Uruguayo | C. A. Peñarol | Uruguay | 2024    |